# BR-287
A RSC 287 é uma rodovia estadual que corta transversalmente o estado brasileiro do Rio Grande do Sul. Seu nome oficial é Rodovia da Integração.
Inicia na Região de Porto Alegre, na cidade de Montenegro. Passam pelo Centro Oriental,Centro Ocidental e terminando na região Sudoeste, na cidade de São Borja. Sua extensão é de 536,9 km.

## Descrição

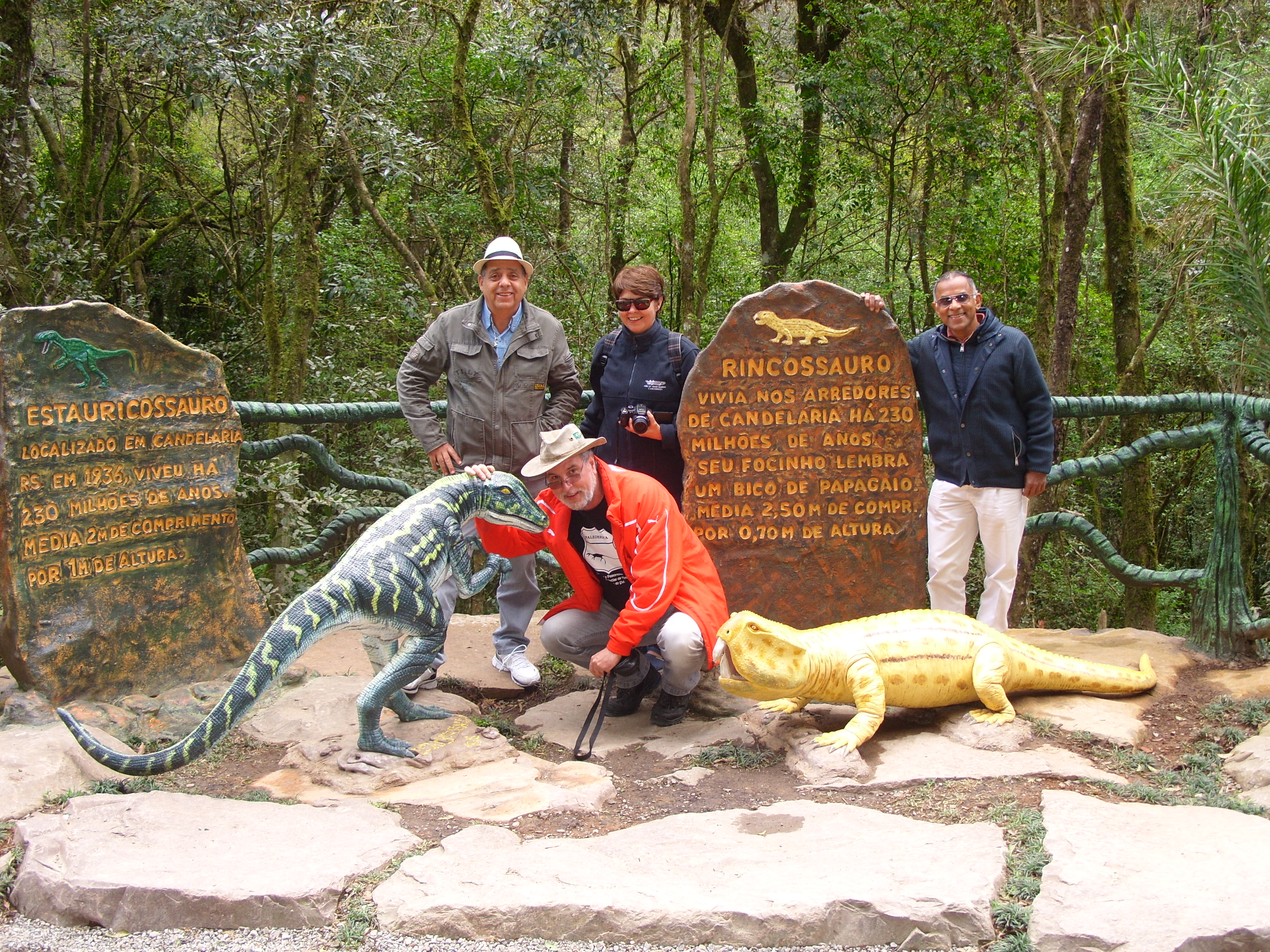
Estauricossauro rincossauro

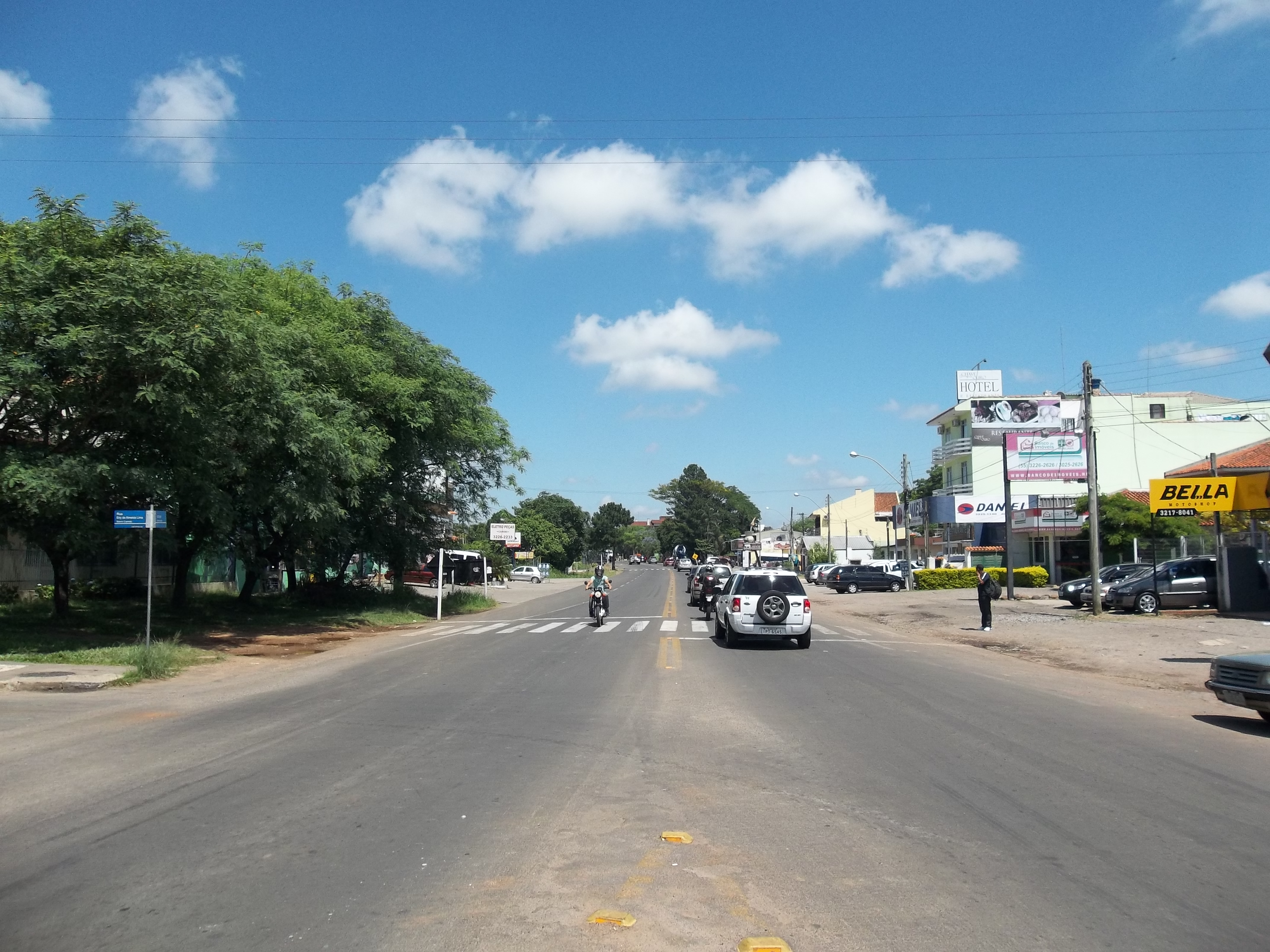
A BR-287, antes RSC-287, no bairro Camobi, distrito da Sede, em Santa Maria.

A rodovia RSC-287 é o principal eixo de ligação das dezenas de municípios da região.

### Economia
Atravessa a principal região fumageira do país, nas cidades de Santa Cruz do Sul e Venâncio Aires, onde estão instalados inúmeros fabricantes de cigarro e distribuidoras de fumo, como Universal Leaf Tabacos, Philip Morris, Souza Cruz, Associated Tobacco Company e Alliance One, entre outras. Também se destaca a produção de Erva-mate.

### Turismo Internacional
No turismo internacional, o país que mais envia turistas para o Brasil é a Argentina, com mais de um milhão de pessoas por ano. Estes turistas geralmente entram de automóvel pelo Rio Grande do Sul em direção as praias de Santa Catarina, percorrendo a RSC 287.

### Duplicação
Em 2019, o Governo Federal anunciou que a RSC 287 foi concedida à inciativa privada por 30 anos, com o início da concessão ocorrendo em 2020. Uma duplicação da rodovia, de 204 km, entre Tabaí e Santa Maria, será realizada ao longo de 5 anos de obras no trecho urbano e 11 anos no total, a partir do início da concessão. A previsão é de que será duplicado primeiro o trecho entre Tabaí e Santa Cruz do Sul, entre 2026 e 2028, e a duplicação entre Santa Cruz do Sul e Santa Maria deve ocorrer entre 2028 e 2031. A rodovia tem um movimento de mais de 11 mil veículos por dia, e normalmente uma rodovia deve ser duplicada a partir do momento em que atinge o movimento de 7 mil veículos por dia.
A rodovia possui dois pedágios, sendo um em Venâncio Aires com um fluxo de 4 milhões de veículos por ano e outro em Candelária com 2,5 milhões de veículos por ano. Com a duplicação, o plano é que haja futuramente 5 cabines de pedágio, com valor menor do que o atual por praça de pegádio.